# Melochia peruviana
Melochia peruviana är en malvaväxtart som beskrevs av Louis Auguste Joseph Desrousseaux. Melochia peruviana ingår i släktet Melochia och familjen malvaväxter. Inga underarter finns listade i Catalogue of Life.